# Sisera

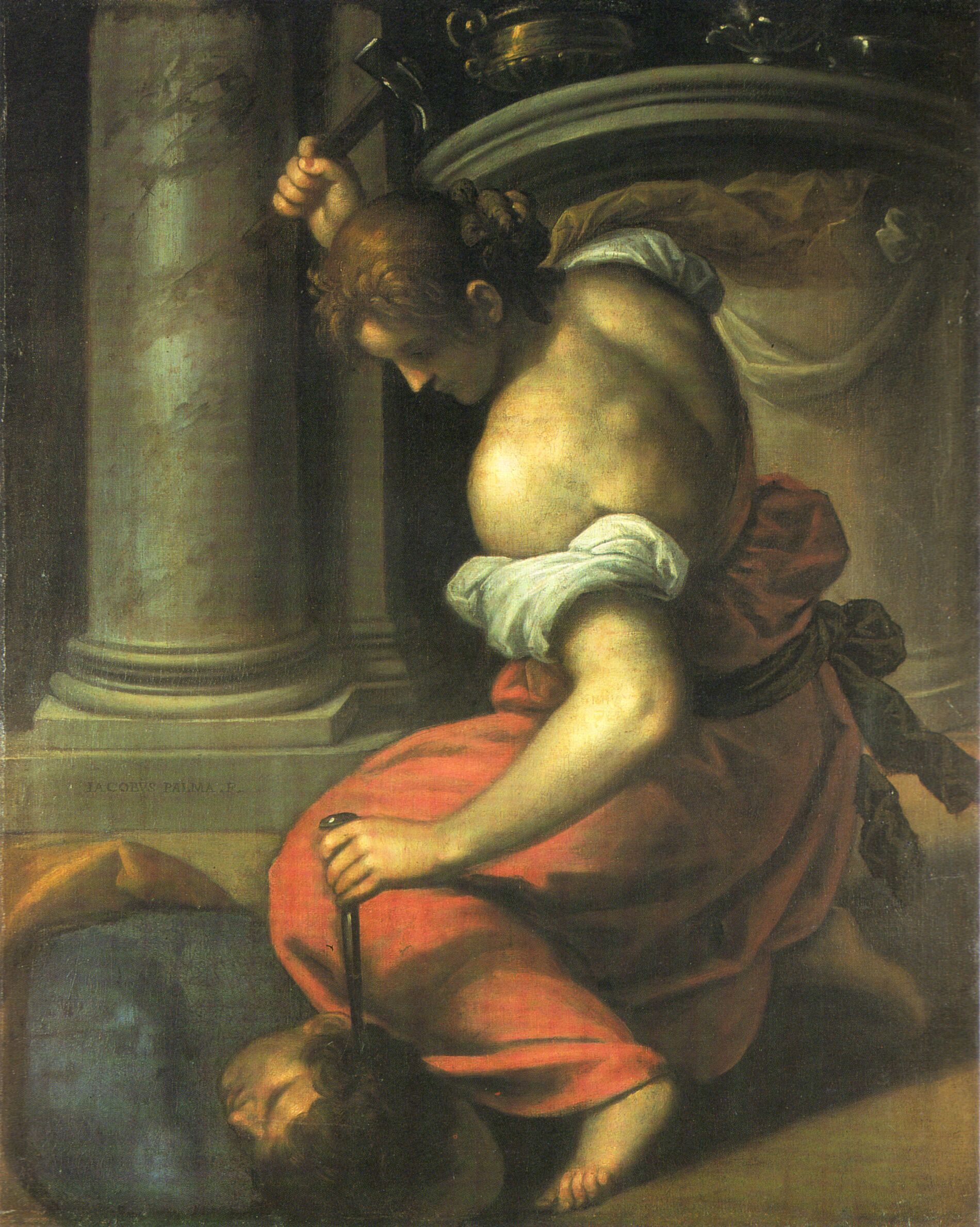
Iaela omorându-l pe Sisera, pictură de Palma cel Tânăr.

Sisera (în ebraică: סִיסְרָא Sîsərā) a fost un comandant al oștii canaanite a regelui Iabin al Hațorului, care este menționat în cartea Judecători 4-5:NIV din Biblia ebraică. După ce a fost învins de oștile triburilor israelite ale lui Zabulon și Neftali, aflate sub comanda lui Barac și Debora, Sisera a fost ucis de Iaela, care i-a bătut un țăruș în tâmplă.

## Relatarea biblică
Potrivit cărții biblice a Judecătorilor, Sisera comanda nouă sute de care de fier și i-a asuprit cumplit pe israeliți timp de douăzeci de ani de la Haroșet-Goim, o bază fortificată de cavalerie. După ce proorocița Debora l-a convins pe Barac să-l atace pe Sisera, o oaste israelită formată din zece mii de oameni i-a încins pe canaaneni în Bătălia de la Muntele Tabor pe câmpia Esdraelon. Judecători 5:20 spune că „stelele de sus s-au luptat atunci, din mersul lor s-au războit cu Sisera”, iar versetul următor implică faptul că oastea lui Sisera a fost măturată de pârâul Chișon. După această bătălie au urmat patruzeci de ani de pace.
După ce a pierdut bătălia, Sisera a fugit în tabăra lui Heber Cheneul din dumbrava Țaanaim, unde a fost primit de Iaela, soția lui Heber. Iael l-a adus în cortul ei și s-a purtat aparent ospitalier, dându-i să bea lapte. Iaela a promis să-l ascundă pe Sisera și l-a acoperit cu haina sa, dar după ce el a adormit, ea i-a bătut cu ciocanul un țăruș în tâmplă, iar lovitura a fost atât de puternică încât cuiul i-a pironit capul de pământ.
Mai târziu, în discursul său de rămas bun, profetul Samuel a menționat că Dumnezeu i-a dat pe israeliți în mâinile lui Sisera pentru că „ei au uitat pe Domnul Dumnezeul lor”.

## Informații arheologice
Numele lui Sisera a fost identificat diferit ca filistean, hitit, hurran sau egiptean (Ses-Ra, „slujitor al lui Ra”). Cercetătorul și arheologul israelian Adam Zertal l-a identificat pe Sisera cu marinarii numiți Shardana (sau Sherden), argumentând că Sisera a venit de pe insula Sardinia. Zertal și Oren Cohen au susținut că situl arheologic de la El-Ahwat, între Katzir-Harish și Nahal Iron, este locul unde s-a aflat Haroșet-Goim, tabăra militară a lui Sisera.

## Sisera în tradiția evreiască ulterioară
Potrivit legendei evreiești, pentru că mama lui Sisera a scos o sută de strigăte atunci când el nu s-a mai întors acasă, se suflă de o sută de ori în șofar de Roș Hașana, Anul Nou Evreiesc. Talmudul afirmă că urmașii lui Sisera au studiat Tora în Ierusalim și chiar au predat-o copiilor de acolo.
Potrivit Midrash, Iaela a întreținut șapte raporturi sexuale cu Sisera, dar pentru că ea încerca să-l epuizeze cu scopul de a ucide-l, păcatul ei a fost necesar și, prin urmare, demn de laudă.
De asemenea, potrivit Midrash, Sisera a cucerit anterior fiecare țară împotriva căreia a luptat. Vocea lui era atât de puternică încât, atunci când vorbea tare, zidul cel mai solid se clătina și animalul cel mai sălbatic cădea mort. Debora a fost singura care a putut rezista vocii lui și nu s-a mutat din locul ei. Sisera prindea pește suficient în barbă, atunci când se scălda în Chișon pentru a-și aproviziona întreaga armată, iar treizeci și unu de regi l-au urmat pe Sisera, doar pentru posibilitatea de a bea, sau a utiliza în alt mod, apele lui Israel.

## Sisera în lucrări artistice

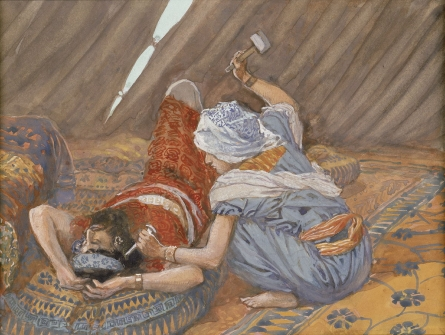
„Iaela îl lovește pe Sisera și îl ucide”, de James Tissot în colecția Muzeului Evreiesc din New York.

Uciderea lui Sisera de către Iaela a fost reprezentată frecvent în arta europeană istorică. Lucas van Leyden, un gravor și pictor olandez din perioada Renașterii, a creat o gravură în lemn a acestei scene.
Pietro Alessandro Guglielmi (1728-1804) a scris un oratoriu, Debora e Sisera, pentru perioada postului mare din anul 1788, la Teatro di San Carlo din Napoli, despre care s-a spus că a fost „considerat aproape unanim una dintre cele mai sublime opere ale secolului al XVII-lea.”
Compozitorul german Simon Mayr a scris un oratoriu (1793) bazat pe povestea lui Sisera pentru biserica San Lazzaro dei Mendicanti din Veneția.
În piesa de teatru radiofonic cu durata de jumătate de oră Butter in a Lordly Dish (1948) a Agathei Christie, protagonista toarnă un drog în cafeaua unui avocat; după ce-și dezvăluie adevărata identitate, ea îi înfige un cui în cap.
Imaginea centrală a romanului „The Tent Peg” a Arithei van Herk se referă la Sisera.
În romanul The Last Chronicle of Barset al lui Anthony Trollope, artistul Conway Dalrymple o pictează pe moștenitoarea Clara Van Siever ca Iaela care-i bate un cui în cap lui Sisera.
Povestea Iaelei și a lui Sisera a fost subiectul mai multor picturi, inclusiv cele realizate de Artemisia Gentileschi, Gregorio Lazzarini, James Northcote și James Tissot.
În Stars in Their Courses (1994) de Shelby Foote, despre Bătălia de la Gettysburg, autorul reflectă la înfrângerea generalului Robert E. Lee.
„The Stars in Their Courses” este titlul unui capitol despre Bătălia de la Gettysburg în romanul Lone Star Preacher (1941) al lui John Thomason. Citatul din Judecători 5:20 apare la sfârșitul capitolului.
În episodul „Pro Se” din serialul Law & Order, schizofrenicul James Smith suferă de iluzia că (printre altele) el este generalul Sisera și diferite femei încearcă să-l otrăvească.